# Nusa (djur)
Nusa är ett släkte av tvåvingar. Nusa ingår i familjen rovflugor.

## Dottertaxa tillNusa, i alfabetisk ordning[1]
- Nusa aequalis
- Nusa albibasis
- Nusa andhraensis
- Nusa balraji
- Nusa bengalensis
- Nusa bhargavai
- Nusa dispar
- Nusa elva
- Nusa eos
- Nusa formio
- Nusa gaerdesi
- Nusa ghorpadei
- Nusa grisea
- Nusa indica
- Nusa infumata
- Nusa ingwavuma
- Nusa inornata
- Nusa karikalensis
- Nusa leucophaea
- Nusa pseudoalbibasis
- Nusa puella
- Nusa pursati
- Nusa rajasthanensis
- Nusa ramicosa
- Nusa setosa
- Nusa shevaroyensis
- Nusa smetsi
- Nusa trianguligera
- Nusa vari
- Nusa vittipes
- Nusa yerburyi